# Сімон Ульссон
Сімон Ульссон (швед. Simon Olsson, нар. 14 вересня 1997, Лінчепінг, Швеція) — шведський футболіст, півзахисник нідерландського клубу «Геренвен» та національної збірної Швеції.

## Ігрова кар'єра

### Клубна
Сімон Ульссон народився у місті Лінчепінг і грати у футбол почав у місцевому клубі. Згодом він приєднався до футбольної школи клубу Аллсвенскан «Ельфсборг». У складі молодіжної команди клубу Сімон брав участь у Юнацькій Лізі УЄФА 2015/16. З 2016 року футболіста почали залучати до тренувань з основною командою клубу. І у вересні 2016 року Ульссон дебютував у матчах Аллсвенскан. Контракт гравця із клубом діє до кінця сезону 2021 року.
В серпні 2022 року Ульссон перейшов до нідерландського «Геренвена», підписавши з клубом контракт на чотири роки. 5 серпня того року в матчі проти роттердамської «Спарти» футболіст дебютував в чемпіонаті Нідерландів.

### Збірна
З 2014 року Сімон Ульссон провів кілька матчів у складі юнацьких збірних Швеції.
21 березня в товариському матчі проти команди Португалії Сімон Ульссон дебютував в складі національної збірної Швеції.